# Arbejdsdyr
Arbejdsdyr er dyr, som kan anvendes til at udføre bestemte opgaver for mennesker. Arbejdsdyr kan udføre opgaver med at bidrage med kræfter til en given opgave, eksempelvis at trække en vogn eller en plov, og kaldes så et trækdyr. Hjælpen kan opså bestå i mere specialiserede opgaver, som f.x. førerhunde eller politihunde.
Som trækdyr benyttes husdyr som eksempelvis heste, æsler, okser, rener, slædehunde m.v. I nogle lande benyttes også elefanter. Trækdyr benyttes bl.a. til transport og markarbejde.
Tidligere var brugen af trækdyr udbredt i landbruget, hvor bønderne ofte benyttede hesteracer som jyske heste eller belgiske heste.